# 대전중학교
대전중학교(大田中學校)는 대한민국 대전광역시 중구 대흥동에 있는 공립 중학교이다.

## 학교 연혁
- 1917년 4월 1일 : 관립 경성중학교 대전분교 설치
- 1918년 4월 1일 : 관립 대전중학교 설립 인가
- 1950년 5월 25일 : 학제 개편으로 대전고등학교와 분리
- 1951년 8월 31일 : 제1회 졸업식
- 2023년 9월 1일 : 제28대 여창석 교장 취임
- 2024년 1월 5일 : 제74회 졸업식(120명, 총 졸업자수 34,539명)
- 2024년 3월 4일 : 2024학년도 신입생 입학식(입학생 121명)

## 참고 자료
- 대전중학교 - 한국교육학술정보원 학교알리미